# Mtiuletibergen
Mtiuletibergen (georgiska: მთიულეთის ქედი, Mtiuletis kedi) är en bergskedja i Georgien. Den ligger i den nordöstra delen av landet, i regionen Mtscheta-Mtianeti.